# Tarmed
Der Tarmed (hergeleitet aus tarif médical, franz. für Ärztetarif) ist der Tarif für ambulante ärztliche Leistungen in der Schweiz. Das Vertragswerk zwischen der FMH und dem Verband der Krankenversicherer der Schweiz (Santésuisse) umfasst ein Hauptdokument mit acht Anhängen sowie einer Zusatzvereinbarung.
Der Tarmed gilt für alle ambulanten ärztlichen Behandlungen in Arztpraxen und Spitälern. Er gilt nicht für Leistungen im zahnärztlichen Bereich, Laboranalysen, Physio- und Ergotherapie, Logopädie, Ernährungsberatung, Stoma- und Hebammenleistungen, Leistungen der Chiropraktoren und Leistungen der Pflege und Hotellerie. Auch Preise, Indikationen und Verabreichungsformen und -mengen von Medikamenten sowie Materialien, Hilfsmittel (MiGel), Implantate und Verbrauchsmaterialien werden nicht im Tarmed geregelt.
Im Tarmed-Rahmenvertrag wurde vereinbart, dass innerhalb von zwei Jahren sämtliche Rechnungen vom Leistungserbringer zum Kostenträger elektronisch übermittelt werden sollen. Für die Übergangszeit wurde ein einheitliches Rechnungsformular festgelegt, dessen Verwendung und Einhaltung seit dem 1. Oktober 2004 obligatorisch ist. Die Rechnungsformulare werden von zahlreichen Versicherern elektronisch eingelesen mittels Scanning und OCR-Texterkennung.
Die elektronischen Rechnungen (auch e-Faktura genannt) werden im Format XML übermittelt, dessen Form und Inhalt von dem von den Tarifparteien eingerichteten Forum Datenaustausch festgelegt werden.
Per 1. Januar 2026 wird Tarmed durch Tardoc ersetzt.

## Kritik
2004 erhielt die Santésuisse den Big Brother Award für die Durchsetzung des Tarmed.